# Koji Yamamuro
Koji Yamamuro (Koga (Ibaraki), Japón, 17 de enero de 1989) es un gimnasta artístico japonés, campeón olímpico en Río 2016 en la competición por equipos, subcampeón olímpico en Londres 2012 en la misma competición, y bronce en el Mundial de Tokio 2011 en el concurso general individual y en la prueba de anillas.

## Carrera deportiva
En el Mundial celebrado en Róterdam en 2010 ayudó a su equipo a ganar la medella de plata; el oro lo consiguió el equipo chino.
En el Mundial celebrado en la capital de su país, Tokio, en 2011, consiguió la medalla de plata en la competición por equipos —de nuevo por detrás del equipo chino— y dos bronces, en el concurso general individual —tras su compatriota Kōhei Uchimura y el alemán Philipp Boy— y en el ejercicio de anillas —por detrás del chino Chen Yibing y el brasileño Arthur Zanetti—.
En los JJ. OO. de Londres 2012 consigue la medalla de plata junto con su equipo; los otros cuatro componentes del equipo fueron Ryohei Kato, Kazuhito Tanaka, Yusuke Tanaka y Kohei Uchimura.
Campeón olímpico junto con su equipo en Río 2016; los otros cuatro componentes del equipo fueron Ryohei Kato, Kenzo Shirai, Yusuke Tanaka y Kohei Uchimura.